# Alytes maurus
Alytes maurus (лат.) — вид земноводных из семейства круглоязычных. Эндемик Марокко. Его природными местами обитания являются умеренные леса, кустарниковая растительность средиземноморского типа, реки, пресноводные болота, пресноводные источники, горные области и сады. Длина тела 4 см, вес — 0,007 кг.

## Размножение
Спаривание происходит на суше, икра откладывается в воде. В кладке 60 икринок, в год — 4 кладки.

## Эволюция
Согласно исследованиям испанских генетиков род повитухи (Alytes) возник 18 млн лет назад. Вид Alytes maurus отделился от других видов рода в плиоцене примерно 5-8 млн лет назад.

## Охрана
Ареал этого вида имеет фрагментарный характер, но в соответствующих местах обитания он достаточно распространен. Вид вымирает, занимает территорию менее 500 км². Угрозой может быть заселение хищной рыбки Gambusia holbrooki, которую используют для борьбы с малярийными комарами.